# Бентли, Эдмунд Клирихью
Эдмунд Клирихью Бентли (англ. Edmund Clerihew Bentley, 10 июля 1875 — 30 марта 1956) — английский писатель-юморист, автор детективов, изобретатель поэтической формы клерихью (англ. Clerihew) — юмористического стихотворения о какой-либо известной персоне.

## Биография
Родился в пригороде Лондона. Его отец был клерком в управлении Лорда-канцлера (англ. Lord Chancellor's Department), председательствующего в Палате лордов. Бентли окончил школу Сент-Пол, где учился вместе с Честертоном, который стал его близким другом. В 19 лет Бентли выиграл грант на обучение истории в Мёртон-колледже в Оксфорде, где был президентом Оксфордского Сообщества, а также возглавлял университетскую сборную по лодочным гонкам. Бентли основал университетскую газету — свой первый литературный опыт. Окончив Оксфорд, Бентли отправился в Лондон получить право юридической практики, и в 1902 году был принят в коллегию адвокатов. В том же году Бентли женился на Вайолет Буало (англ. Violet Boileau). В этом браке родилось двое сыновей, один из которых стал инженером, а другой, Николас, известным художником-иллюстратором, а также автором нескольких детективов. В том же 1902 году Бентли заинтересовался журналистикой. В течение десяти лет он проработал редактором в Дэйли Ньюс, а позднее в Дейли телеграф, где вел колонку на протяжении последующих двадцати лет.
В 1905 Бентли опубликовал сборник клирихью Биография для начинающих (англ. Biography for Beginners), который был проиллюстрирован его другом Честертоном. В 1929 и 1939 вышли новые сборники. Написанный им в 1913 детективный роман Последнее дело Трента (англ. Trent's Last Case) считается одним из первых образцов классического детектива.
В 1934 году, устав от журналистики, Бентли уходит в отставку, чтобы спокойно жить со своей женой в Паддингтоне. C этого момента он уделяет больше времени написанию детективных рассказов. Бентли также редактирует и пишет предисловие к сборнику рассказов Дэймона Раньона (англ. Damon Runyon).
В 1936 он продолжил свою детективную деятельность романом Любимое дело Трента (англ. Trent's Own Case). Бентли также был автором сборника детективных рассказов Трент вмешивается (англ. Trent Intervenes) и юмористических произведений.
В 1940 году выходит его автобиографическая книга «В те дни: автобиография» (англ. Those Days: An Autobiography). В этом же году Бентли возвращается в журналистику в качестве литературного критика Дейли телеграф (заменив на этом посту Гарольда Николсона (англ. Harold Nicolson)).
В 1947 году Бентли снова уходит на пенсию, а двумя годами позже умерла его жена. С этого момента Бентли ведет тихую жизнь в Лондоне, занимаясь литературой.
Бентли был членом Детективного клуба с момента его основания и президентом этой организации в 1936—1949.

### Серия о Филиппе Тренте
- Последнее дело Трента (англ. Trent's Last Case), 1913
- Любимое дело Трента (англ. Trent's Own Case), 1936
- Трент вмешивается (англ. Trent Intervenes), 1938

### Романы
- More than somewhat, 1937
- To the Queen’s taste, 1940
- Elephant’s Work, 1950

### Рассказы
- The Clever Cockatoo, 1914
- The Inoffensive Captain, 1914
- Greedy Night

### Сборники стихов
- Биография для начинающих (англ. Biography For Beginners), 1905
- Сборник клирихью (англ. Clerihews Complete (poems)),1951

### Автобиография
- В те дни: автобиография (англ. Those Days: An Autobiography), 1940